# Michelle Akers
Michelle Akers (Santa Clara, 1º febbraio 1966) è un'ex calciatrice statunitense.
Ritenuta una delle migliori giocatrici di calcio di tutti i tempi, è inserita nel FIFA 100 e nella National Soccer Hall of Fame. Fece parte della Nazionale femminile statunitense. Con la selezione del suo paese fu protagonista dei Giochi olimpici del 1996 e migliore marcatrice ai primi Campionati mondiali femminili, nel 1991, vinto dalla sua nazionale.

## Carriera
Cresciuta a Seattle, giocò per la Shorecrest High School; durante questo periodo fu scelta per tre volte come All-American. Frequentò poi la University of Central Florida, venendo scelta per quattro volte dalla NCAA come All-America, fu Central Florida's Athlete of the Year nel 1988-1989, vinse l'Hermann Trophy in 1988 ed ebbe la sua maglia numero 10 ritirata dalla scuola.
Fu convocata per la prima partita della nazionale statunitense nell'agosto 1985 e giocò nella seconda partita segnando contro la Danimarca, nel pareggio per 2-2. Poco dopo le Olimpiadi del 2000 si ritirò, diventando all'epoca secondo miglior cannoniere della nazionale - dopo Mia Hamm - con 105 gol e 37 assist in 153 incontri internazionali. È una delle due donne ad essere entrata nella FIFA 100, la lista dei migliori 125 calciatori-calciatrici di tutti i tempi.

## Palmarès

### Nazionale
- Oro olimpico: 1

Atlanta 1996
- Campionato mondiale femminile di calcio: 2

1991, 1999

### Individuale
- U.S. Soccer Athlete of the Year: 3

1990, 1991, 1999
- Scarpa d'oro del campionato mondiale: 1

Cina 1991 (10 reti)